# 東克己 (実業家)
東 克己（あずま かつみ、1964年11月10日-）は、日本の実業家。ローム代表取締役社長。

## 経歴
愛知県出身。名古屋工業大学卒。1989年ローム株式会社に入社。トランジスタ製品の品質管理を担当した後、アポロ電子工業（現ローム・アポロ）に出向し生産技術を学んだ。
ローム本社に戻ってからはトランジスタ製品の企画や製造責任者などを経て、2013年6月に取締役 ディスクリート本部長に就任した。2017年7月に専務取締役 ディスクリート、オプト・モジュール担当、2019年9月に取締役 専務執行役員 事業・戦略担当、2020年6月に取締役 専務執行役員 COO 兼 営業統括、2021年1月に取締役 専務執行役員 COO 生産・品質・営業統括などを歴任した後、2023年6月にローム・アポロ 代表取締役社長に就任。
2024年4月から取締役 専務執行役員 品質、生産、汎用デバイス事業、モジュール事業担当も務めている。2025年、代表取締役社長就任。同社代表取締役社長としては5代目である。